# Spaventapasseri (Marvel Comics)
Lo Spaventapasseri (in originale Scarecrow), il cui vero nome è Ebenezer Laughton, è un personaggio dei fumetti creato da Stan Lee e Don Heck nel 1964, pubblicato dalla Marvel Comics.
È un demone supercriminale nemico di Ghost Rider e di Iron Man, apparso per la prima volta sul numero 51 di Tales of Suspense vol. 1 del marzo 1964.

## Biografia
Nato a Rhinebeck, vicino a New York, Ebenezer era figlio di una madre oppressiva che aveva la mania di picchiarlo e subito dopo comprargli un regalo per farsi perdonare. Laughton iniziò così a commettere cattiverie per farsi picchiare e ricevere poi i doni. Tuttavia, dopo la morte della madre, il bambino risultò affetto da turbe psichiche.
Laughton era per natura flessibile, agile e veloce e, quando vide lo spettacolo di un contorsionista, ne rimase talmente affascinato che decise di emularlo. Addestrandosi pressoché incessantemente, imparò a torcere e curvare il suo corpo nelle posizioni più insolite e a compiere le più svariate acrobazie. Dopo una breve audizione ottenne uno spettacolo tutto suo, dove si esibiva con lo pseudonimo di Umberto il Misterioso (Umberto The Uncanny). Durante uno dei suoi spettacoli, Iron Man entrò nel teatro, alla ricerca di un ladro che aveva derubato un venditore ambulante. In cerca di pubblicità, Laughton, con una semplice mossa acrobatica, bloccò il ladro e lo consegnò a Iron Man. Dopo questo episodio Laughton si rese conto delle sue potenzialità e decise di sfruttarle per darsi al crimine e ottenere facili guadagni.
Dopo aver rubato in un negozio di costumi l'attrezzatura da spaventapasseri, scelse come suo primo bersaglio della sua carriera criminale l'appartamento del ricco industriale Tony Stark. Mentre tentava di trafugare gli averi di Stark, lo Spaventapasseri venne in possesso di alcuni progetti industriali top secret e decise di venderli al miglior offerente. Purtroppo per lui Tony Stark era anche Iron Man e in poco tempo lo Spaventapasseri venne sconfitto e arrestato.
Qualche tempo dopo lo Spaventapasseri venne liberato dal Conte Nefaria, che lo arruolò nel suo esercito assieme all'Anguilla, al Porcospino, all'Uomo Pianta e all'Unicorno. Il piano di Nefaria di impossessarsi di Washington e chiedere per essa un riscatto venne però sventato dagli X-Men, che costrinsero i criminali alla fuga. Subito dopo Laughton, ancora insieme all'Anguilla, al Porcospino e all'Uomo Pianta, venne arruolato dal misterioso Comandante Incappucciato e affrontò Capitan America e Falcon, che lo sconfissero facilmente.
Dopo aver passato alcuni anni, di cui uno in isolamento totale, in prigione, lo Spaventapasseri impazzì, ossessionato dall'odio che nutriva contro i suoi avversari.
Rilasciato infine sulla parola, Laughton avviò un'azione omicida contro i sostenitori della Coalizione per un'America Onesta, un'organizzazione moralista/mediatica. Riuscì a uccidere due loro membri e parlare a una raccolta di fondi televisiva prima che Capitan America lo sconfiggesse.
In seguito nella vita dello Spaventapasseri irruppe Stacy Dolan, fidanzata di Dan Ketch, alter ego del vigilante Ghost Rider. Confusa la donna per sua madre, Laughton la rapì, provocando così l'ira di Ghost, che lo uccise.
Lo Spaventapasseri fu riportato in vita dal mago Stern, nemico per eccellenza di Ghost e capo della DITTA, che in qualche modo diede allo Spaventapasseri il potere di indurre terrore in altre persone. Laughton si scontrò nuovamente con Ghost, solo per essere nuovamente ucciso. Anche da morto, però, continuò a compiere le sue azioni malvagie agli ordini di Cuore Nero, figlio del demone Mefisto.

## Aspetto
Lo Spaventapasseri è vestito come un vero e proprio spaventapasseri, con un sacco di juta in testa, una salopette di colore verde e imbottita di paglia. Ha anche dei corvi che lo seguono fedelmente in quanto ammaestrati da lui. I colori del suo costume sono il verde della sua salopette e il marrone di testa, mani e piedi.

## Marvel contro DC
Lo Spaventapasseri appare nella saga Le Battaglie Del Secolo - Marvel contro DC nel tentativo di rapire Lois Lane, convinto dal suo corrispettivo DC Comics Jonathan Crane, lo Spaventapasseri. Purtroppo per loro, il rapimento salta in quanto Lois Lane viene salvata da Ben Reilly.
Nell'universo Amalgam, i due Spaventapasseri si fondono dando vita a Bloodcrow.

## Altri media

### Videogiochi
Lo Spaventapasseri compare in Ghost Rider, ispirato all'omonimo film.